# Всесвітня служба навігаційного попередження
Всесвітня служба навігаційних попереджень (WWNWS) — це радіосистема, заснована Міжнародною гідрографічною організацією (IHO), яка надає попередження про небезпеку для морського судноплавства. При виникненні метеорологічної або геологічної катастрофи, яка може становити загрозу морським маршрутам, держава, відповідальна за цю територію, видає попередження в межах уражених NAVAREA (військово-морських районів).

## Історія
Навігаційні попередження видавалися лише окремими державами. Там, де вони видавалися, були часто обмежені національними водами, і не було стандартної мови або ж стандартного методу координації між державами.  Затоплення MS Brandenburg в Ла-Манші 12 січня 1971 року спровокувало дискусію щодо кращої системи попередження суден про навігаційні небезпеки.  
Конференція Міжнародної гідрографічної організації (IHO) 1972 року прийняла рекомендацію щодо створення «глобальної служби радіонавігаційних попереджень».  У 1973 році IHO та Міжнародна морська організація (IMO) створили спільний орган. У 1974 році проєкт став виключною відповідальністю IHO, оскільки IMO відмовилася від співпраці поза ООН. Спочатку розробка була спрямована на попередженнях для міжнародних вод. Прибережні та місцеві попередження були розроблені пізніше, враховуючи уроки з прибережної системи попередження, що охоплює Ла-Манш і Північне море і прибережної системи попередження, що охоплює Балтійське море.  Рішення про поділ світу на NAVAREAs було прийнято раніше у 1973 році, де початково було 15 областей, а пізніше було розширено до 16 на першому засіданні Комісії IHO в 1974 році.  
Заснована навігаційна система була у 1977 році. для сповіщення про тимчасові небезпеки для міжнародного судноплавства.  Кожна з 16 початкових NAVAREAS почала працювати, коли була індивідуально готова, а система стала повністю функціональною 1 квітня 1980 року, коли Японія почала мовлення для покриття свого NAVAREA.  (NAVAREAS, про яку йде мова, XI, була єдиною, якій не було призначено потенційного регіонального координатора на нарадах з планування 1974 та 1975 років.)  
У 2007 році було встановлено п'ять NAVAREA, що охоплюють Північний Льодовитий океан. 

## Система

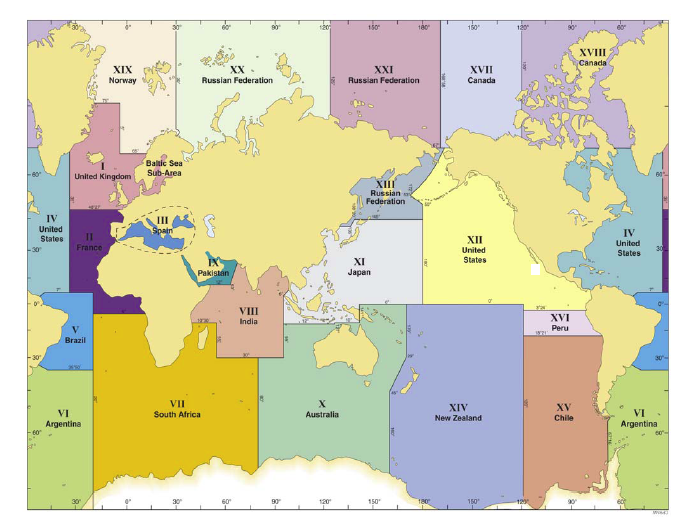
Світовий океан поділено на 21 NAVAREA, кожна з яких має одного координатора зони.

Попередження надсилаються за допомогою таких методів, як NAVTEX та Inmarsat-C.  Як тільки попередження перестає бути актуальний, сповіщення скасовується. Довгострокові небезпеки трансформуються на повідомлення для моряків. 
Найвищий рівень попередження – це попередження морської зони (NAVAREA). Існують також попередження підзон, попередження узбережжя та місцеві попередження. Попередження NAVAREA, підзон та узбережжя регулюються WWNWS, і рівень попередження визначає область, у якій воно транслюватиметься. Місцеві попередження, які не регулюються WWNWS, зазвичай обмежуються прибережними районами.  Трансляція, застосовна до всієї NAVAREA, також розширена на 700 миль (1,100 км) поза його межами, щоб сповіщати про вхідне судноплавство. 
- Список станцій Navtex
- Глобальна морська система повідомлень про лихо та безпеки

## Додаткові посилання
- Підкомітет IHO зі всесвітньої служби навігаційних попереджень (WWNWS-SC)
- 24 червня 2013 р. ЗМІНИ ДО РЕЗОЛЮЦІЇ A.706(17) – ВСЕСВІТНЯ СЛУЖБА НАВІГАЦІЙНОГО ПОПЕРЕДЖЕННЯ